# Звежинець (Серадзький повіт)
Звежинець (пол. Zwierzyniec) — село в Польщі, у гміні Броншевиці Серадзького повіту Лодзинського воєводства.
Населення — 83 особи (2011).
У 1975-1998 роках село належало до Серадзького воєводства.

## Демографія
Демографічна структура станом на 31 березня 2011 року:
|          | Загалом | Допрацездатний вік | Працездатний вік | Постпрацездатний вік |
| -------- | ------- | ------------------ | ---------------- | -------------------- |
| Чоловіки | 45      | 12                 | 27               | 6                    |
| Жінки    | 38      | 8                  | 23               | 7                    |
| Разом    | 83      | 20                 | 50               | 13                   |